# Nectandra dasystyla
Espèce
Statut de conservation UICN

 VU C2a : Vulnérable
Nectandra dasystyla est une espèce de plantes à fleurs de la famille des Lauraceae. Elle est trouvée dans les forêts humides de faible altitude en Bolivie, au Pérou et, peut-être, en Équateur. 

## Publication originale
- Flora Neotropica, Monograph 60: 281–283, f. 98–99. 1993.